# Gabinetto Vieusseux
Il Gabinetto scientifico-letterario G. P. Vieusseux è un'istituzione culturale di Firenze.

## Storia
Fu fondato a Firenze nel 1820 (giorno dell'inaugurazione, 25 gennaio 1820) da Giovan Pietro Vieusseux, banchiere, mercante ed editore protestante di origine ginevrina.
La prima sede fu nel Palazzo Buondelmonti, in piazza Santa Trinita. Inizialmente si trattava di un punto di lettura su abbonamento dove si potevano leggere le pubblicazioni provenienti da tutta Europa. 
Nel XIX secolo la biblioteca divenne un importante punto d'incontro tra la cultura italiana e quella europea, carattere testimoniato dai frequentatori illustri italiani e stranieri quando soggiornavano a Firenze, che la rese uno dei principali centri di diffusione del Romanticismo in Italia, a cui essa apportò gli stimoli di quello tedesco e internazionale.
Come si legge nei 23 volumi del Libro dei soci, conservato presso l'Archivio Storico, fra gli altri celebri lettori e abbonati nei secoli fra Ottocento e Novecento, vi furono Giacomo Leopardi, Alessandro Manzoni, Heinrich Heine, Hector Berlioz, Stendhal, Arthur Schopenhauer, Fëdor Dostoevskij, David H. Lawrence, André Gide; nonché William Makepeace Thackeray, Mark Twain, Émile Zola, Rudyard Kipling, Aldous Huxley, Isadora Duncan.

Creato nella prima metà del Novecento, le personalità di maggior rilievo che diressero l'Istituto furono Bonaventura Tecchi, che ne fu a capo fino al 1929, ed Eugenio Montale, che ne fu direttore dal 1929 al 1938.

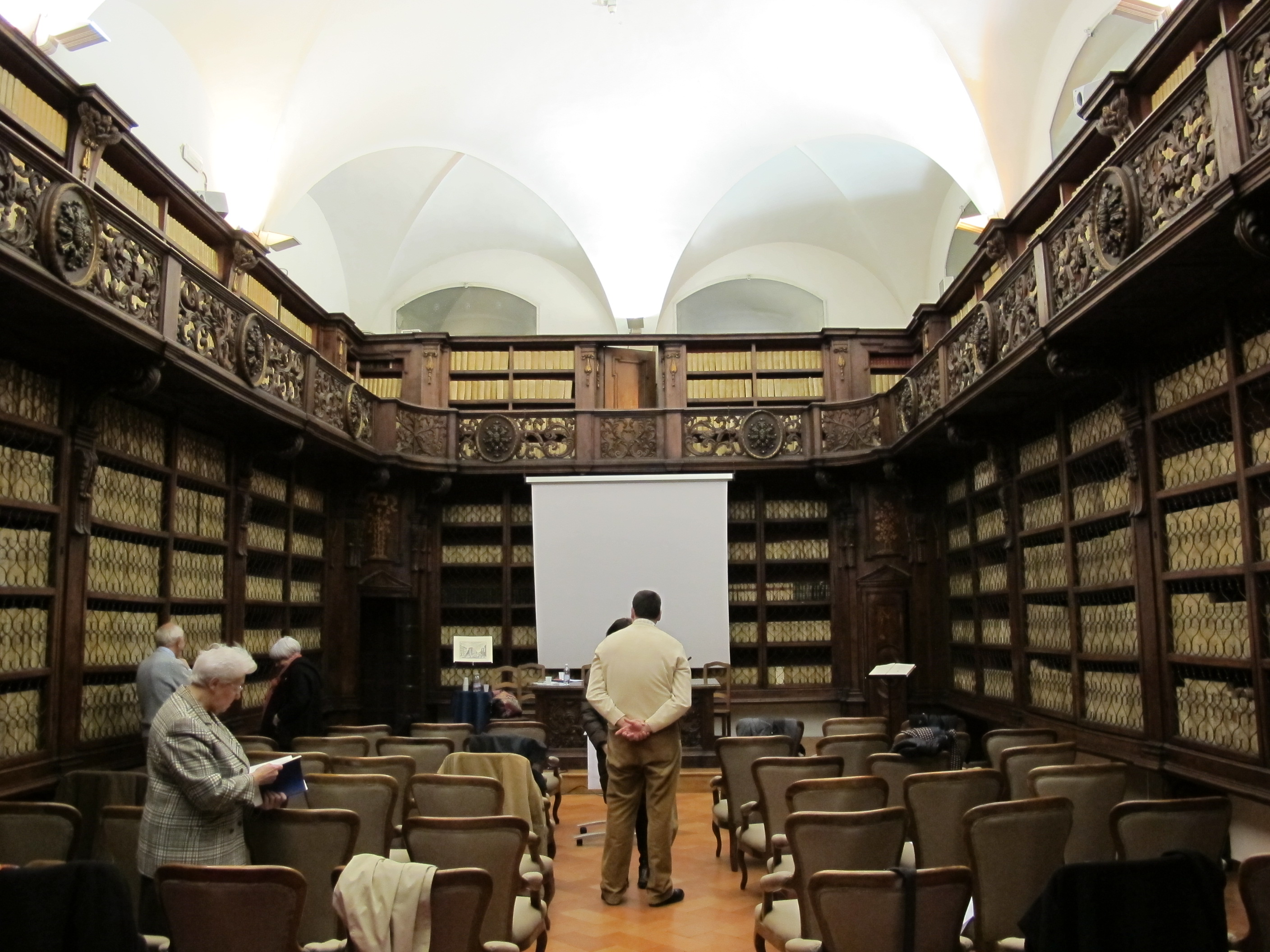
Sala Ferri. Gabinetto Vieusseux

Il Gabinetto Vieusseux, oltre ad aver assunto fin dal 1822 il carattere specifico di biblioteca con servizio di prestito, divenne un punto di incontro fra diversi esponenti della cultura, che favorendo la conversazione e lo scambio di idee, sia letterarie che politiche, si configurò ben presto come uno dei principali punti di riferimento del movimento risorgimentale. 
Dal 1921 divenne di proprietà del comune di Firenze. Dal 1923 al 1940 fu situato all'interno dell'ex Chiesa di Santa Maria Sopra Porta, attigua al Palagio di Parte Guelfa.
Dal 1940 fu ospitato a Palazzo Strozzi, mentre la pubblicazione della rivista Antologia, che raccoglieva brani di pubblicazioni internazionali, fondata da Vieusseux nel 1820 e soppressa da Leopoldo II nel 1833, prosegue tuttora con la pubblicazione della Nuova Antologia, curata oggi dalla Fondazione Spadolini Nuova Antologia.
Nel 1941 ne assunse la direzione lo scrittore Alessandro Bonsanti, che nei suoi quarant'anni di appassionata attività vi creò tre nuovi dipartimenti: il Laboratorio per la conservazione dei libri danneggiati dall'alluvione di Firenze del 1966 (il 4 novembre 1966, 250.000 volumi della Biblioteca, conservati nei sotterranei di Palazzo Strozzi, furono completamente sommersi dall'acqua e dal fango dell'Arno; dopo un paziente e lungo lavoro di recupero e di restauro, si riuscì a salvarne circa la metà); il Centro Romantico (giugno 1973), specializzato in studi sul Romanticismo e, in generale, sulla società europea del XIX secolo, e l'Archivio Contemporaneo (ottobre 1975).

## Archivio Bonsanti
Creato nel 1975 con il nome di Archivio contemporaneo, è stato poi intitolato al suo fondatore. Raccoglie manoscritti, carte e biblioteche private donate da personalità di spicco della cultura del Novecento.
Fra questi fondi di biblioteche private, carteggi e manoscritti sono da citare quelli del poeta Carlo Betocchi, dello scrittore Emilio Cecchi, del musicista Luigi Dallapiccola del drammaturgo, attore e regista Eduardo De Filippo, del poeta Mario Luzi, dello scrittore e politico Giuseppe Montanelli, dello scrittore Ugo Ojetti e della figlia Paola, di Pier Paolo Pasolini, di Giacomo Debenedetti, del poeta e traduttore Francesco Tentori Montalto, di Giuseppe Ungaretti, dell'antropologo Fosco Maraini, di Angiolo, Adolfo e Laura Orvieto (e quindi della rivista "Il Marzocco"), oltre a fondi di William John Scovil, Maria Bianca Larderel-Viviani della Robbia, Mario Gigliucci, Alessandro Bonsanti, Virginia Fielden, Giuseppe De Robertis, Giuseppe Zamboni, Ettore Allodoli, Gilberto Tesei Manganotti, Aldo Bruscaglioni, Giulio Bucciolini, Irio Fanciulli, Bino Sanminiatelli, Emilio Barbetti, Renato Birolli, Oreste Macrì, Marcello Tarchi.

## Biblioteca
Ampliata attraverso acquisizioni e donazioni, contiene circa 450.000 monografie in varie lingue (italiano, francese, inglese e tedesco) che offrono una documentazione pressoché completa sulla letteratura del XIX e del XX secolo, sia in lingua originale che in traduzione. Sono presenti inoltre 2.700 riviste in diverse lingue, di cui quasi 600 provengono dal secolo XIX e circa 350 sono tuttora in circolazione.
L'istituto organizza anche mostre, conferenze e incontri durante tutto l'anno.

## Presidenti
- Paolo Emilio Pavolini, 26 marzo 1926-dicembre 1935
- Paolo Venerosi Pesciolini, 1936-
- Jacopo Mazzei, 13 dicembre 1938-
- Ugo Castelnuovo Tedesco, 2 marzo 1946-16 dicembre 1957
- Lorenzo Salazar, 20 marzo 1958-
- Giovanni Tadini Buoninsegni, 5 giugno 1959-3 settembre 1974
- Beppe Manzotti, 3 settembre 1974-27 novembre 1986
- Luigi Tassinari, 27 novembre 1986-23 dicembre 1991
- Giorgio Luti, 23 dicembre 1991-1º gennaio 1995
- Pier Luigi Ballini, 1º gennaio 1995-
- Giovanni Ferrara, 24 maggio 1995-30 marzo 2000
- Marcello Fazzini, 17 aprile 2000-
- Enzo Cheli, 2005-2012
- Giuliano da Empoli, 16 maggio 2012-20 gennaio 2016
- Alba Donati[9], 25 febbraio 2016- 6 febbraio 2023
- Riccardo Nencini, 6 febbraio 2023-

### Direttori
- Giovan Pietro Vieusseux, 1820-1863
- Eugenio Vieusseux, 1863-1892
- Carlo Vieusseux, 1892
- Arturo Jahn Rusconi, 1921-
- Bonaventura Tecchi, -1929
- Eugenio Montale, 1929-1938
- vacante, 1938-1941
- Alessandro Bonsanti, 1941-1980
- Marino Raicich, 1980-1984
- Geno Pampaloni, 1984-1985
- Luigi Crocetti, 1985-1986
- Paolo Bagnoli, 1987-1994
- Enzo Siciliano, 1º gennaio 1995-9 giugno 2006
- Gloria Manghetti, 17 dicembre 2007-30 aprile 2023
- Michele Rossi, dal 2 maggio 2023